# Benoît Frachon
Benoît Frachon (ur. 13 maja 1893 w Le Chambon-Feugerolles, zm. 1 sierpnia 1975 w Ouzouer-sur-Loire) – francuski komunista, związkowiec, działacz ruchu oporu.

## Początki działalności
Urodził się w rodzinie górniczej i od trzynastego roku życia pracował w zakładach metalurgicznych. Wcześnie, bo jako szesnastolatek, zapisał się do związków zawodowych CGT. Od 1909  był zaangażowany w działalność lewicową, uczestnicząc w manifestacjach, a w 1910 w wielkim, ponadmiesięcznym strajku, w którym brała udział duża część mieszkańców Saint-Étienne i który zakończył się konfrontacją protestujących z wojskiem.

## PCF
Frachon wstąpił do PCF niemal natychmiast po jej powstaniu w 1920 w Tours. W 1924 kierował kolejnym wielkim strajkiem metalowców w Saint-Étienne, co pozwoliło mu uzyskać stanowisko lokalnego szefa blisko współpracującej z komunistami centrali związkowej CGTU. Od 1928 należał do najważniejszych działaczy partyjnych - zasiadał w biurze politycznym PCF i wyjeżdżał na tajne narady do Moskwy. Reprezentował najradykalniejszy nurt PCF, wrogi wszelkiej współpracy z socjaldemokratami oraz związkami zawodowymi popierającymi reformizm. Równocześnie szczególnym polem jego zainteresowań pozostawał ruch związkowy; Frachon działał na rzecz zjednoczenia francuskich związków pod sztandarem rewolucyjnego socjalizmu i połączenia walki o postulaty ekonomiczne z zaangażowaniem politycznym. Kilkakrotnie był aresztowany za udział w manifestacjach antyrządowych. W 1933 został sekretarzem generalnym CGTU. Za jego czasów związki między centralną a PCF ustaliły się jako wyjątkowo silne. Frachon, z ramienia związków zawodowych, uczestniczył w negocjacjach Umów z Matignon w 1936.

## II wojna światowa
Od początku istnienia komunistycznego ruchu oporu Frachon był jednym z jego przywódców, specjalizującym się w kwestii związków zawodowych. Doprowadził do ponownej unifikacji CGTU i CGT (po zerwaniu z 1939), został jednym z liderów zjednoczonej CGT. W sierpniu 1944 podpisał słynny apel do robotników paryskich wzywający ich do udziału w zbrojnym powstaniu. W bezpośrednich akcjach zbrojnych Frachon nigdy jednak nie brał udziału. W 1944 zaprezentował plan działania związków na pierwsze lata po zwycięskiej wojnie: udział w odbudowie gospodarki, czasowe odłożenie wielkich protestów.

## Po wojnie
Od 1945 ponownie pełnił funkcję sekretarza generalnego CGT, formalnie razem z Leonem Jouhaux. Od 1956 na nowo zasiadał w biurze politycznym PCF oraz przewodził Ruchowi na rzecz pokoju. Od 1967 stopniowo wycofywał się z aktywności politycznej, chociaż jeszcze w 1968 uczestniczył w negocjacjach związanych z Porozumieniami z Grenelle.